# 脱皮動物
脱皮動物（だっぴどうぶつ、Ecdysozoa）とは、螺旋卵割動物と共に前口動物を二分する動物の大分類群で、節足動物、線形動物などの動物門を含む。
Aguinaldoらにより1997年に設定されたが、これは主として18SリボソームRNA遺伝子の系統樹に基づいている。
形態的にはクチクラ由来の外骨格を持ち脱皮を行うという共通点を持っており、古く形態学的特徴から設定された Ecdysozoa（Perrier 1897、および Seurat 1920）にほぼ相当する。
最も重要な共通点は体表の上皮を覆う3重のクチクラで、これが成長にともなう定期的な脱皮によって新生する。運動のための繊毛は持たず、精子はアメーバ状で、胚は一般の前口動物の特徴とされる螺旋卵割を行わない。そのほかにもいくつかの共通の性質が見られる。
脱皮動物は以下の動物門から構成される。
- 節足動物門 Arthropoda
- 有爪動物門 Onychophora
- 緩歩動物門 Tardigrada
- 動吻動物門 Kinorhyncha
- 鰓曳動物門 Priapulida
- 胴甲動物門 Loricifera
- 線形動物門 Nematoda
- 類線形動物門 Nematomorpha

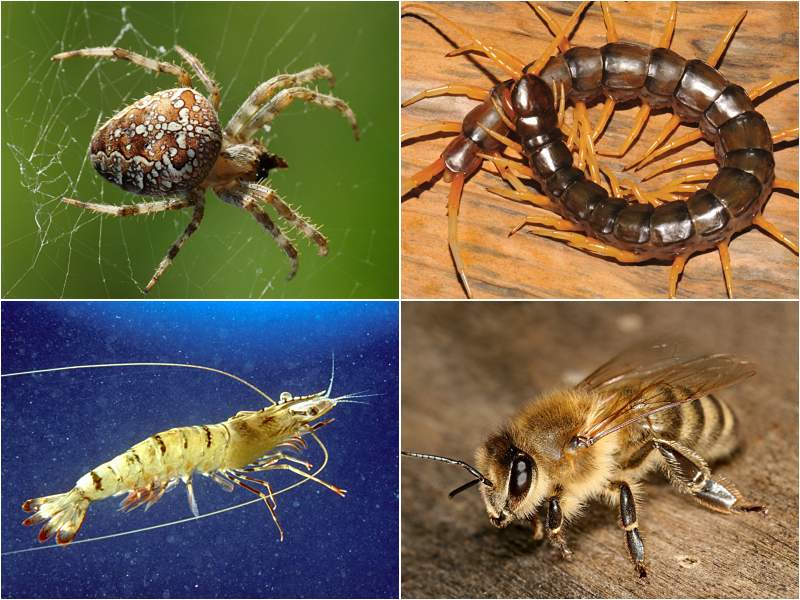
様々な節足動物
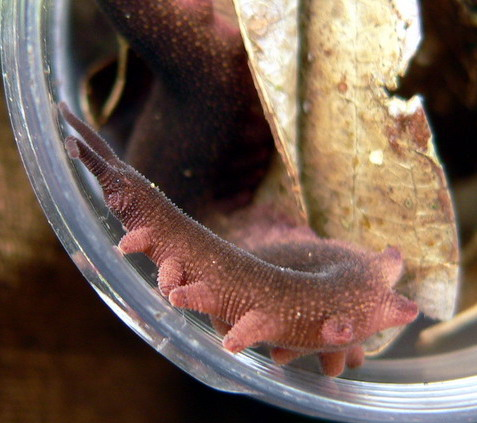
Eoperipatus totoro（有爪動物）
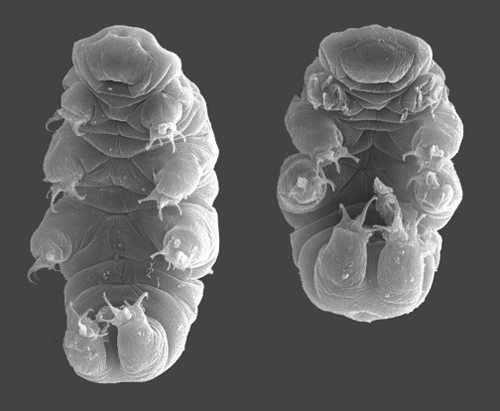
ドゥジャルダンヤマクマムシ（緩歩動物）
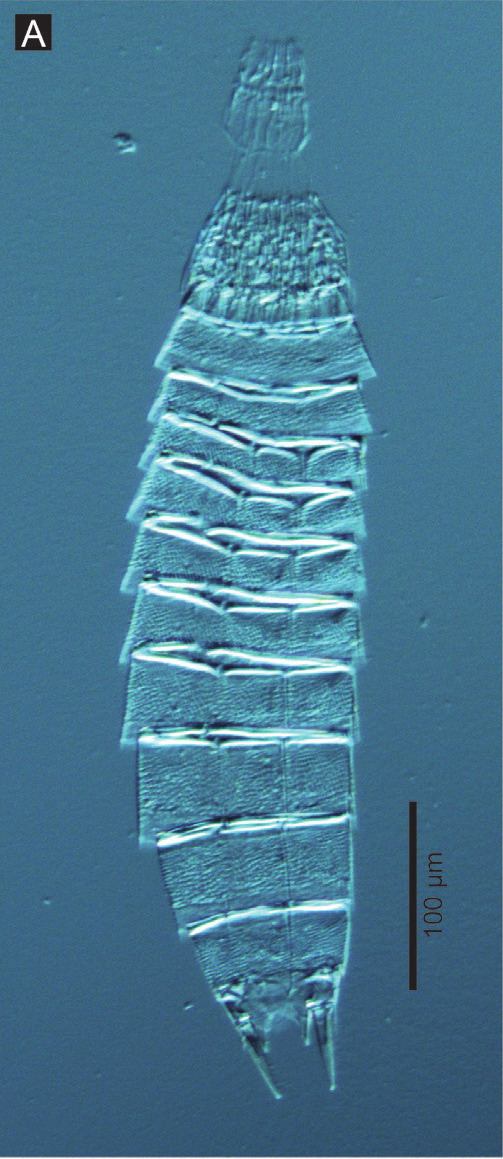
Echinoderes hwiizaa（動吻動物）
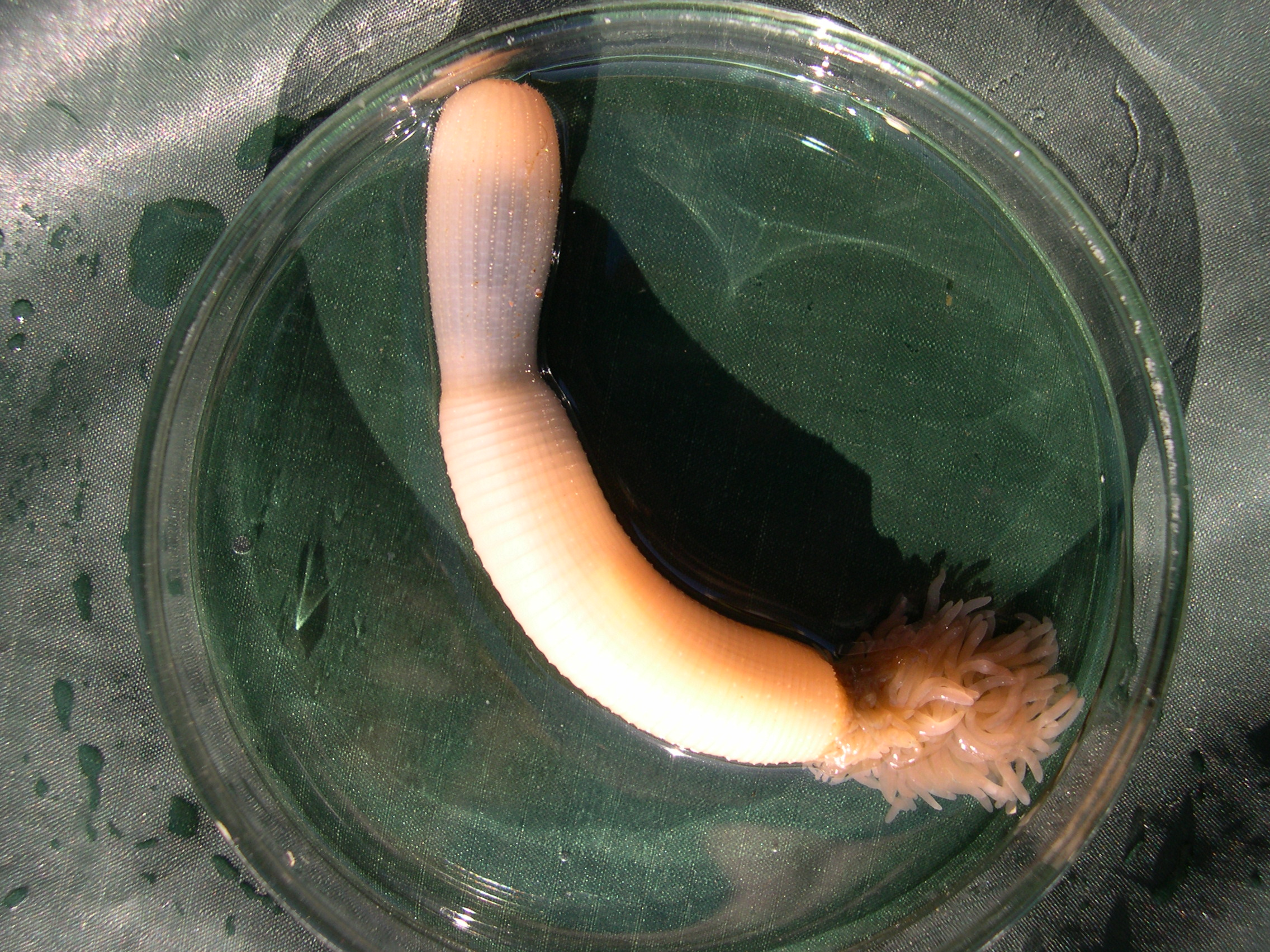
Priapulus caudatus（鰓曳動物）
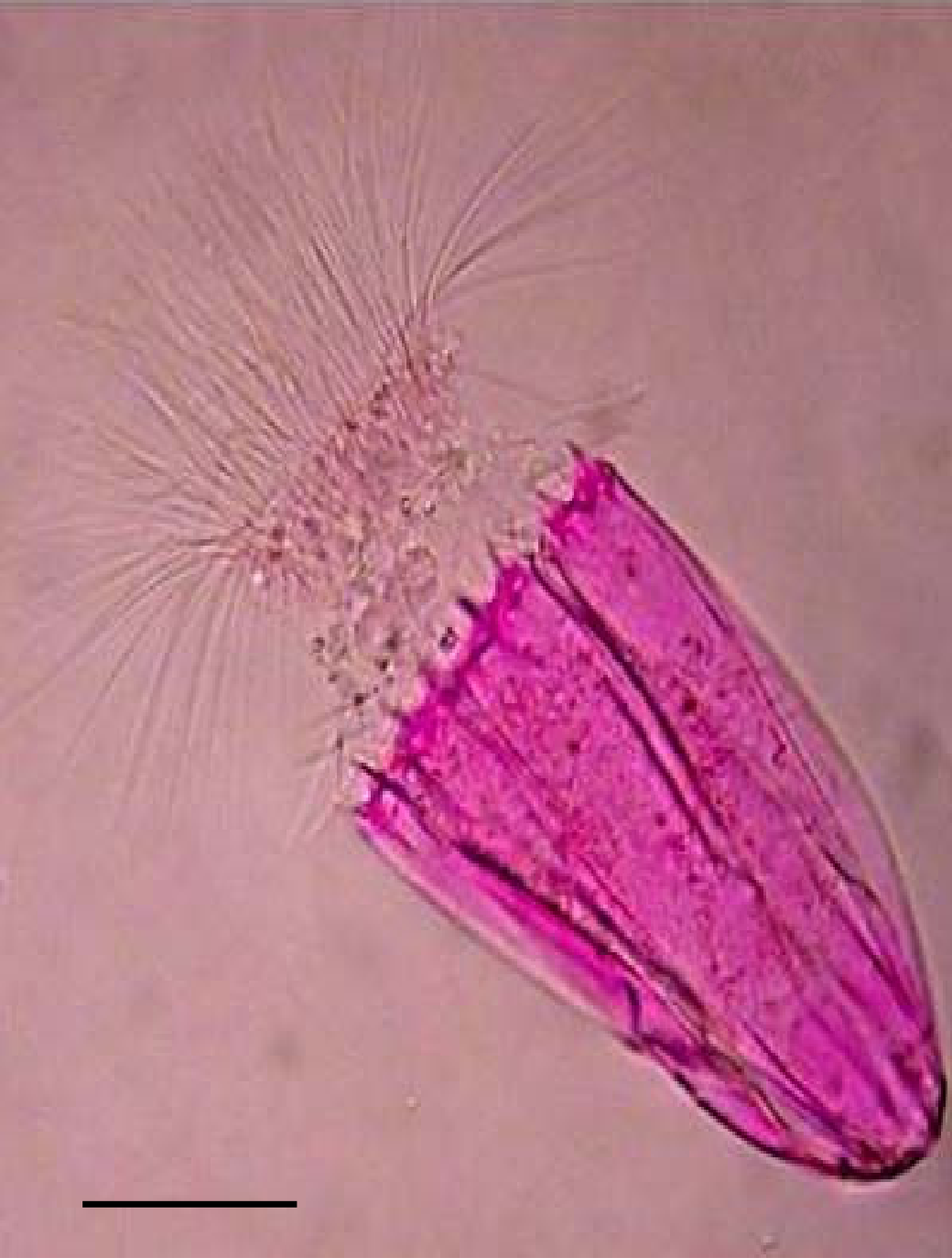
Spinoloricus sp.（胴甲動物）
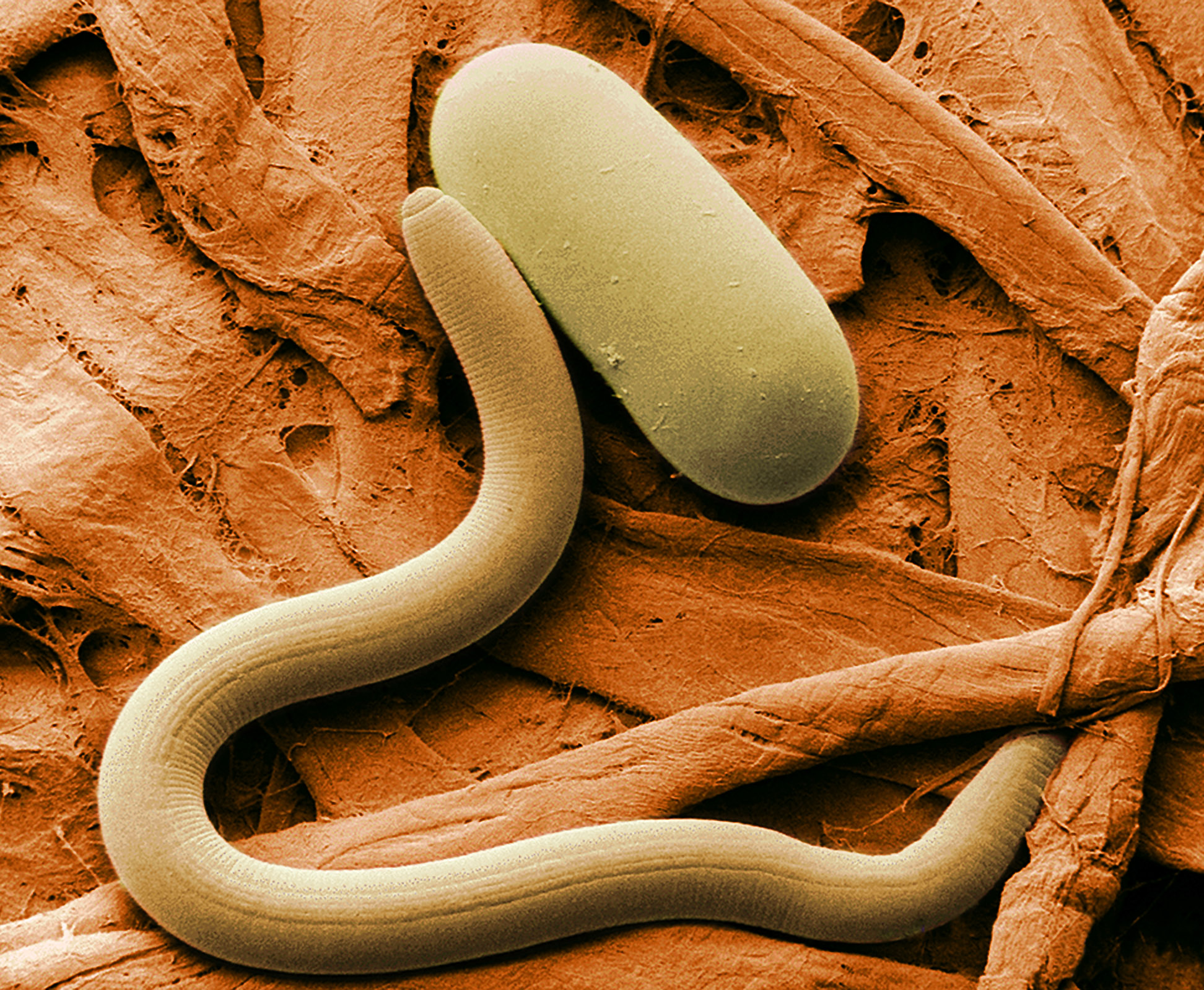
ダイズシストセンチュウ（英語版）（線形動物）
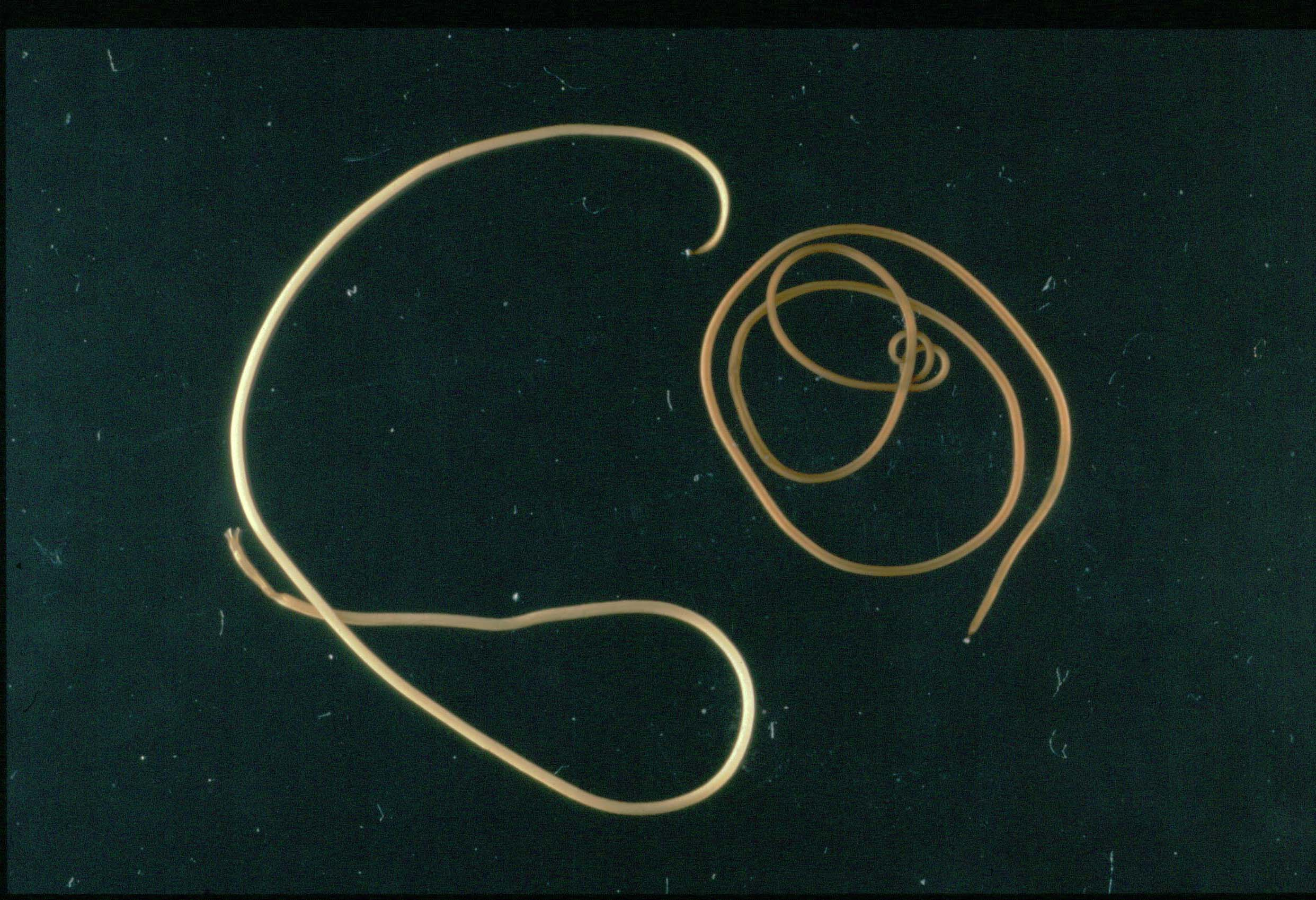
Paragordius tricuspidatus（類線形動物）

腹毛動物門などもこれに含まれる可能性があるが、共通の性質を欠いており、別の群とされている。
節足動物・有爪動物・緩歩動物（あわせて汎節足動物となる）は体が体節から構成されている点から、かつては環形動物に近いと考えられていた（あわせて体節動物と呼ばれた）。これらは前口動物であり、螺旋卵割や裂体腔、はしご形神経系などを共有するまとまった群であると考えられていたが、現在ではそれらの共通点である体節制は別個の系統でそれぞれ独立に獲得されたと考えられている。

## 内部系統
脱皮動物の内部系統構成については、節足動物・有爪動物・緩歩動物からなる汎節足動物（Panarthropoda）、動吻動物・鰓曳動物・胴甲動物からなる有棘動物（Scalidophora）、および線形動物と類線形動物からなる糸形動物（Nematoida）という3群で区分する体系があり、更に有棘動物と糸形動物を環神経動物（Cycloneuralia）としてまとめる見解もある。なお、その一部の単系統性は分子系統学に疑問視されており、例えば胴甲動物の位置は不安定で、糸形動物や汎節足動物と密接に関係しているという結果もある。。
Telford et al., 2008に基づいた脱皮動物の内部系統は次の通り。

|  | 線形動物門   |
|  |              |
|  | 類線形動物門 |
|  |              |

|  | 鰓曳動物門 |
|  |            |
|  | 動吻動物門 |
|  |            |

|  | 有爪動物門 |
|  |            |
|  | 緩歩動物門 |
|  |            |
|  | 節足動物門 |
|  |            |

|  | 線形動物門   |
|  |              |
|  | 類線形動物門 |
|  |              |

|  | 鰓曳動物門 |
|  |            |
|  | 動吻動物門 |
|  |            |

|  | 有爪動物門 |
|  |            |
|  | 緩歩動物門 |
|  |            |
|  | 節足動物門 |
|  |            |

古生物学的見解については、Markueliaは基盤的な有棘動物と思われ、葉足動物は汎節足動物で、そこに含まれる動物門の初期系統に至る側系統群であると考えられる。